# Curtis Lee Fairley
Curtis Lee Fairley (* 1927 in Birmingham, Alabama; † 2021 in Washington, D.C.) war ein US-amerikanischer Zeichner und Koch.

## Leben und Werk
Curtis Lee Fairley diente von 1945 bis 1966 in der US-Marine, vor allem als Koch auf dem U-Boot-Begleitschiff USS Gilmore. Nach dem Ende seines aktiven Dienstes blieb er bis etwa 1976 als Reservist bei der Marine.
In den 1980er-Jahren lebte Fairley in einem Männerwohnheim im East Village von New York City. Dort begann er, Erlebnisse aus seinem Militärleben zeichnerisch zu verarbeiten. Da ihm kein Atelier zur Verfügung stand, arbeitete er auf der Straße und verwendete vorwiegend gefundene Materialien.
Sein Werk basiert größtenteils auf Erinnerungen an den Dienst in der Marine. Es umfasst Darstellungen von Schlachtschiffen, U-Booten und anderen Schiffen, Selbstporträts in Uniform, Hafenstädte, illustrierte Kantinenrezepte, detaillierte Abzeichen sowie Listen von Einsatzorten und Aufgaben. Trotz des zeitlichen Abstands zwischen den Erlebnissen und ihrer Darstellung zeichnen sich Fairleys Arbeiten durch technische Präzision und große Detailgenauigkeit in Bild und Text aus.
Curtis Lee Fairley starb 2021 im Alter von 93 Jahren in Washington, D.C.
Fairleys Werke sind heute in renommierten öffentlichen und privaten Kunstsammlungen vertreten, darunter die Sammlung Zander in Köln. 2011 waren seine Arbeiten Teil der Ausstellung Sous le Vent de l’Art Brut im Museum Halle Saint Pierre in Paris. 2025 zeigte die Sammlung Zander eine Einzelausstellung mit Werken Fairleys.